# Claude Croes
Claude Croes (Waregem, 3 januari 1974) is een Belgische politicus voor CD&V. Hij was gedurende 21 jaar burgemeester van Deerlijk en is nog steeds Provincieraadslid in West-Vlaanderen. Hij is vanaf 2025 eerste schepen in de gemeente Deerlijk. Daarnaast is hij op zelfstandige basis maatschappelijk assistent - rouwconsulent. Hij richtte in 2019 zijn eigen praktijk De Rouwtonde op. Eind 2020 verscheen zijn eerste boek 'gemaskerd afscheid'. In de loop van 2022 schreef hij zijn tweede boek: 'door de tuin op Croes-control'. 
Claude Croes was gedurende enkele jaren deeltijds parlementair medewerker binnen het Vlaams Parlement en is ook verbonden aan de Hogeschool Vives - richting Sociaal Werk - te Kortrijk als gastprofessor en praktijklector. 

## Biografie
Croes ging naar de middelbare school op het Heilig-Hartcollege in Waregem en studeerde daarna voor maatschappelijk assistent aan het Ipsoc in Kortrijk. Hij ging werken als studiemeester aan het Heilig-Hartcollege en later bij de Boerenbond.
Rond dezelfde tijd ging hij in de gemeentepolitiek te Deerlijk. In 1995 werd hij er gemeenteraadslid en in 2004 burgemeester, in opvolging van Roger Terryn die halverwege de legislatuur na meer dan een kwarteeuw burgemeesterschap zijn mandaat doorgaf. In de eerste drie jaar als burgemeester was Croes de jongste burgervader in Vlaanderen. In 2006 werd hij met glans herkozen. Ook in 2012 en 2018 werd hij telkens herkozen als burgemeester met het meest aantal voorkeurstemmen binnen de gemeente. Hij staat sinds vele jaren in de top vijf van de populairste politici in de ganse regio Zuid-West-Vlaanderen. Ongeveer 25 procent van de Deerlijkse kiezers geeft Croes een rechtstreekse voorkeurstem. In 2025 werd hij eerste schepen in Deerlijk.  
Eind 2006 werd hij ook provincieraadslid. Ook in 2012, 2018 en 2024 werd hij telkens herkozen als provincieraadslid.  
Hij werkte van 2009 tot 2011 ook op het kabinet van minister Stefaan De Clerck.
Claude Croes is vader van twee dochters: Stiene Croes (geboren in 2004) en Raphaëlle Croes (geboren in 2014).    
Het eerste boek van Croes ‘gemaskerd afscheid’ - dat gepubliceerd werd eind 2020 - was meteen een schot in de roos en werd met veel lof geprezen door heel wat mensen vanuit verscheidene invalshoeken. In juni 2022 verscheen zijn tweede boek 'doorheen de tuin op croes-control'. Ook dit boek kreeg heel wat lofbetuigingen.    